# Alfredo Guevara
Alfredo Guevara (L'Havana, 31 de desembre de 1925 - L'Havana, 19 d'abril de 2013) fou un intel·lectual cubà.
Doctor en Filosofía y Letras de la Universitat de la Habana, fou company d'universitat de Fidel Castro i Raúl Castro, va viure amb Fidel els successos del Bogotazo a Colòmbia, en la dècada de 1950 va estudiar direcció teatral fou un dels fundadors del Grupo Teatro Estudio i de la Sociedad Cultural Nuestro Tiempo, i els darrers anys de la dictadura de Fulgencio Batista es va exiliar a Mèxic, i fou militant de la Revolució cubana, viceministre del Ministeri de Cultura el 1975, fundador de l'Instituto de Cine de Cuba, president del Festival de Nuevo Cine Latinoamericano i ambaixador de Cuba a París a la UNESCO.